# 麥格拉斯冰原島峰
麥格拉斯冰原島峰（英語：McGrath Nunatak）是南極洲的冰原島峰，位於麥克羅伯特森地，處於范哈爾森冰原島峰東南面13公里，屬於布洛納巴內冰原島峰的一部分，現時由南極條約體系管理。
68°3′S 63°1′E / 68.050°S 63.017°E